# فهرست دانشگاه‌های مالزی
دانشگاه‌های مالزی به دو دسته دولتی و خصوصی تقسیم می شوند که در استان‌های مختلف این کشور قرار دارند. بر اساس رتبه بندی SIR سیزده دانشگاه از کشور مالزی در فهرست حضور دارند.

## دانشگاه‌های دولتی مالزی بر حسب استان

### جوهور
| نام دانشگاه          | اختصاری | رتبه SIR در مالزی | نظر وزارت علوم ایران   | نظر وزارت بهداشت ایران |
| -------------------- | ------- | ----------------- | ---------------------- | ---------------------- |
| دانشگاه صنعتی مالزی  | UTM     | ۵                 | فقط فوق لیسانس و دکترا | -                      |
| دانشگاه تون حسین اون | UTHM    | -                 | -                      | -                      |

### کداح
| نام دانشگاه         | اختصاری | رتبه SIR در مالزی | نظر وزارت علوم ایران   | نظر وزارت بهداشت ایران |
| ------------------- | ------- | ----------------- | ---------------------- | ---------------------- |
| دانشگاه شمالی مالزی | UUM     | -                 | فقط فوق لیسانس و دکترا | -                      |

### کلانتان
| نام دانشگاه     | اختصاری | رتبه SIR در مالزی | نظر وزارت علوم ایران | نظر وزارت بهداشت ایران |
| --------------- | ------- | ----------------- | -------------------- | ---------------------- |
| دانشگاه کلانتان | UMK     | -                 | -                    | -                      |

### کوالالامپور
| نام دانشگاه      | اختصاری | رتبه SIR در مالزی | نظر وزارت علوم ایران | نظر وزارت بهداشت ایران |
| ---------------- | ------- | ----------------- | -------------------- | ---------------------- |
| دانشگاه ملی دفاع | UPNM    | -                 | -                    | -                      |
| دانشگاه مالایا   | UM      | ۲                 | تمامی مقاطع          | پزشکی                  |

### ملاکا
| نام دانشگاه         | اختصاری | رتبه SIR در مالزی | نظر وزارت علوم ایران | نظر وزارت بهداشت ایران |
| ------------------- | ------- | ----------------- | -------------------- | ---------------------- |
| دانشگاه صنعتی ملاکا | UTeM    | -                 | -                    | -                      |

### سمبیلان
| نام دانشگاه               | اختصاری | رتبه SIR در مالزی | نظر وزارت علوم ایران | نظر وزارت بهداشت ایران |
| ------------------------- | ------- | ----------------- | -------------------- | ---------------------- |
| دانشگاه علوم اسلامی مالزی | USIM    | -                 | -                    | -                      |

### پاهنگ
| نام دانشگاه   | اختصاری | رتبه SIR در مالزی | نظر وزارت علوم ایران | نظر وزارت بهداشت ایران |
| ------------- | ------- | ----------------- | -------------------- | ---------------------- |
| دانشگاه پاهنگ | UMP     | -                 | -                    | -                      |

### پیننگ
| نام دانشگاه        | اختصاری | رتبه SIR در مالزی | نظر وزارت علوم ایران | نظر وزارت بهداشت ایران |
| ------------------ | ------- | ----------------- | -------------------- | ---------------------- |
| دانشگاه علوم مالزی | USM     | ۱                 | تمامی مقاطع          | پزشکی                  |

### پراک
| نام دانشگاه         | اختصاری | رتبه SIR در مالزی | نظر وزارت علوم ایران                        | نظر وزارت بهداشت ایران |
| ------------------- | ------- | ----------------- | ------------------------------------------- | ---------------------- |
| دانشگاه سلطان ادریس | UPSI    | -                 | فقط فوق لیسانس و دکترا آموزش و زبان انگلیسی | -                      |

### پرلیس
| نام دانشگاه   | اختصاری | رتبه SIR در مالزی | نظر وزارت علوم ایران | نظر وزارت بهداشت ایران |
| ------------- | ------- | ----------------- | -------------------- | ---------------------- |
| دانشگاه پرلیس | UniMAP  | ۱۳                | -                    | -                      |

### صباح
| نام دانشگاه  | اختصاری | رتبه SIR در مالزی | نظر وزارت علوم ایران   | نظر وزارت بهداشت ایران |
| ------------ | ------- | ----------------- | ---------------------- | ---------------------- |
| دانشگاه صباح | UMS     | ۱۰                | فقط فوق لیسانس و دکترا | -                      |

### ساراواک
| نام دانشگاه     | اختصاری | رتبه SIR در مالزی | نظر وزارت علوم ایران                 | نظر وزارت بهداشت ایران |
| --------------- | ------- | ----------------- | ------------------------------------ | ---------------------- |
| دانشگاه ساراواک | UNIMAS  | -                 | فقط فوق لیسانس و دکترا رشته بازرگانی | -                      |

### سلانگور
| نام دانشگاه              | اختصاری | رتبه SIR در مالزی | نظر وزارت علوم ایران                    | نظر وزارت بهداشت ایران |
| ------------------------ | ------- | ----------------- | --------------------------------------- | ---------------------- |
| دانشگاه بین‌المللی اسلامی | IIUM    | ۸                 | فقط فوق لیسانس و دکترا                  | -                      |
| دانشگاه ملی مالزی        | UKM     | ۴                 | تمامی مقاطع                             | پزشکی                  |
| دانشگاه صنعتی مارا       | UiTM    | ۷                 | واحد کوالالامپور فقط فوق لیسانس و دکترا | -                      |
| دانشگاه پوترا مالزی      | UPM     | ۳                 | فقط فوق لیسانس و دکترا                  | پزشکی                  |

### ترنگگانو
| نام دانشگاه        | اختصاری | رتبه SIR در مالزی | نظر وزارت علوم ایران | نظر وزارت بهداشت ایران |
| ------------------ | ------- | ----------------- | -------------------- | ---------------------- |
| دانشگاه دارالایمان | UDM     | -                 | -                    | -                      |
| دانشگاه ترنگگانو   | UMT     | -                 | -                    | -                      |

## دانشگاه‌های خصوصی مالزی
تعداد این دانشگاه‌ها زیاد است ولیکن برخی دانشگاه‌های خصوصی مالزی عبارتند از:

### کوالالامپور
| نام دانشگاه                | اختصاری | رتبه SIR در مالزی | نظر وزارت علوم ایران                                     | نظر وزارت بهداشت ایران |
| -------------------------- | ------- | ----------------- | -------------------------------------------------------- | ---------------------- |
| دانشگاه مالتی‌مدیا          | MMU     | ۶                 | تا ورودی‌های اول ژانویه ۲۰۱۱ مورد تایید و در گروه خوب بود | -                      |
| دانشگاه صنعتی آسیا پاسیفیک | UCTI    | -                 | فقط فوق لیسانس نرم‌افزار                                  | -                      |
| دانشگاه بین‌المللی سدایا    | UCSI    | -                 | تا ورودی‌های اول ژانویه ۲۰۱۱ مورد تایید                   | -                      |
| دانشگاه کوالالامپور        | UniKL   | -                 | تا ورودی‌های اول ژانویه ۲۰۱۱ مورد تایید                   | -                      |
| دانشگاه هلپ                | HELP    | -                 | تا ورودی‌های اول ژانویه ۲۰۱۱ مورد تایید                   | -                      |

### سلانگور
| نام دانشگاه                    | اختصاری | رتبه SIR در مالزی | نظر وزارت علوم ایران                                                                                                | نظر وزارت بهداشت ایران | وب‌گاه                                                  |
| ------------------------------ | ------- | ----------------- | --- | ---------------------- | ------------------------------------------------------ |
| دانشگاه ملی تناگا              | UNITEN  | ۱۲                | تا ورودی‌های اول ژانویه ۲۰۱۱ مورد تایید                                                                              | -                      |                                                        |
| دانشگاه علم و صنعت مالزی       | MUST    | -                 | تا ورودی‌های اول ژانویه ۲۰۱۱ مورد تایید                                                                              | -                      |                                                        |
| دانشگاه موناش                  | Monash  | ۱۱                | تا ورودی‌های اول ژانویه ۲۰۱۱ مورد تایید                                                                              | -                      |                                                        |
| دانشگاه کلی                    | KDU     | -                 | تا ورودی‌های اول ژانویه ۲۰۱۱ مورد تایید                                                                              | -                      |                                                        |
| دانشگاه صنعت سلانگور           | UNISEL  | -                 | تا ورودی‌های اول ژانویه ۲۰۱۱ مورد تایید                                                                              | -                      |                                                        |
| دانشگاه مرکز پزشکی سانمد مالزی | -       | -                 | - | -                      | SunMed بایگانی‌شده در ۱۹ مارس ۲۰۱۲ توسط Wayback Machine |
| دانشگاه ناتینگهام واحد مالزی   | UNiM    | -                 | فقط فوق لیسانس و دکترا                                                                                              | -                      |                                                        |
| دانشگاه تون عبدالرزاق          | UNITAR  | -                 | فقط فوق لیسانس آموزش                                                                                                | -                      |                                                        |
| دانشگاه علوم و مدیریت          | MSU     | -                 | فقط فوق لیسانس مدیریت                                                                                               | -                      |                                                        |
| دانشگاه لیم کوک وینگ           | LUCT    | -                 | تا ورودی‌های اول ژانویه ۲۰۰۷ مورد تایید بود و بعد از آن به دلیل عدم رعایت معیارهای ظاهری و اخلاقی غیر معتبر اعلام شد | -                      |                                                        |

### پراک
| نام دانشگاه           | اختصاری | رتبه SIR در مالزی | نظر وزارت علوم ایران                                                                                   | نظر وزارت بهداشت ایران |
| --------------------- | ------- | ----------------- | --- | ---------------------- |
| دانشگاه صنعتی پتروناس | UTP     | ۹                 | مقاطع کارشناسی و کارشناسی ارشد در کلیه رشته ها و مقطع دکتری صرفاً در رشته های مهندسی شیمی، نفت و مکانیک | -                      |

### ساراواک
| نام دانشگاه            | اختصاری | رتبه SIR در مالزی | نظر وزارت علوم ایران                   | نظر وزارت بهداشت ایران |
| ---------------------- | ------- | ----------------- | -------------------------------------- | ---------------------- |
| دانشگاه صنعتی کارتین   | UDM     | -                 | تا ورودی‌های اول ژانویه ۲۰۱۱ مورد تایید | -                      |
| دانشگاه صنعتی سوینبارن | UMT     | -                 | تا ورودی‌های اول ژانویه ۲۰۱۱ مورد تایید | -                      |

## رنکینگ دانشگاه‌ های مالزی براساس سیستم رتبه بندیQS
طبق آمارهای سایت QS در سال 2023، رتبه بندی دانشگاه‌های مالزی از این قرار است:

#### رنکینگ جهانی بهترین دانشگاه های مالزی 2023
|  | نام دانشگاه    | رنکینگ جهانی           |
|  | دانشگاه UM     | رتبه ۷۰ جهانی          |
|  | دانشگاه UPM    | رتبه ۱۲۳ جهانی         |
|  | دانشگاه UKM    | رتبه ۱۲۹ جهانی         |
|  | دانشگاه USM    | رتبه ۱۴۳ جهانی         |
|  | دانشگاه UTM    | رتبه ۲۰۳ جهانی         |
|  | دانشگاه تیلورز | رتبه ۲۸۴ جهانی         |
|  | دانشگاه UCSI   | رتبه ۲۸۴ جهانی         |
|  | دانشگاه UTP    | رتبه ۳۶۱ جهانی         |
|  | دانشگاه UUM    | رتبه ۴۸۱ جهانی         |
|  | دانشگاه UiTM   | رتبه ۷۰۰ - ۶۵۱ جهانی   |
|  | دانشگاه Sunway | رتبه ۶۵۰ - ۶۰۱ جهانی   |
|  | دانشگاه UNITEN | رتبه ۷۵۰ - ۷۰۱ جهانی   |
|  | دانشگاه UMP    | رتبه ۱۰۰۰ - ۸۰۱ جهانی  |
|  | دانشگاه UTAR   | رتبه ۱۰۰۰ - ۸۰۱ جهانی  |
|  | دانشگاه UNIMAS | رتبه ۰۰۲۱ - ۱۰۰۱ جهانی |